# Solikamsk
Solikamsk (russisch Соликамск) ist eine der ältesten Städte der russischen Region Perm.
Mit 97.384 Einwohnern (Stand 14. Oktober 2010) ist die Stadt hinter Perm und Beresniki die drittgrößte Stadt der Region und nimmt eine Fläche von 165,50 km² ein. Der Name der Stadt kommt von sol (russisch für ‚Salz‘) und dem Fluss Kama.

## Lage
Solikamsk liegt im nördlichen Teil der Oblast Perm an der Kama, 368 Kilometer von der Regionshauptstadt Perm entfernt. Nächstgelegene Städte sind Beresniki und Ussolje, beide gut 20 km südlich von Solikamsk gelegen. Aufgrund der vielen und großen Industriebetriebe, vor allem des Magnesium-Kombinates, ist die Umgebung der Stadt, die Wälder, die Luft und auch die Kama stark verschmutzt.

## Geschichte

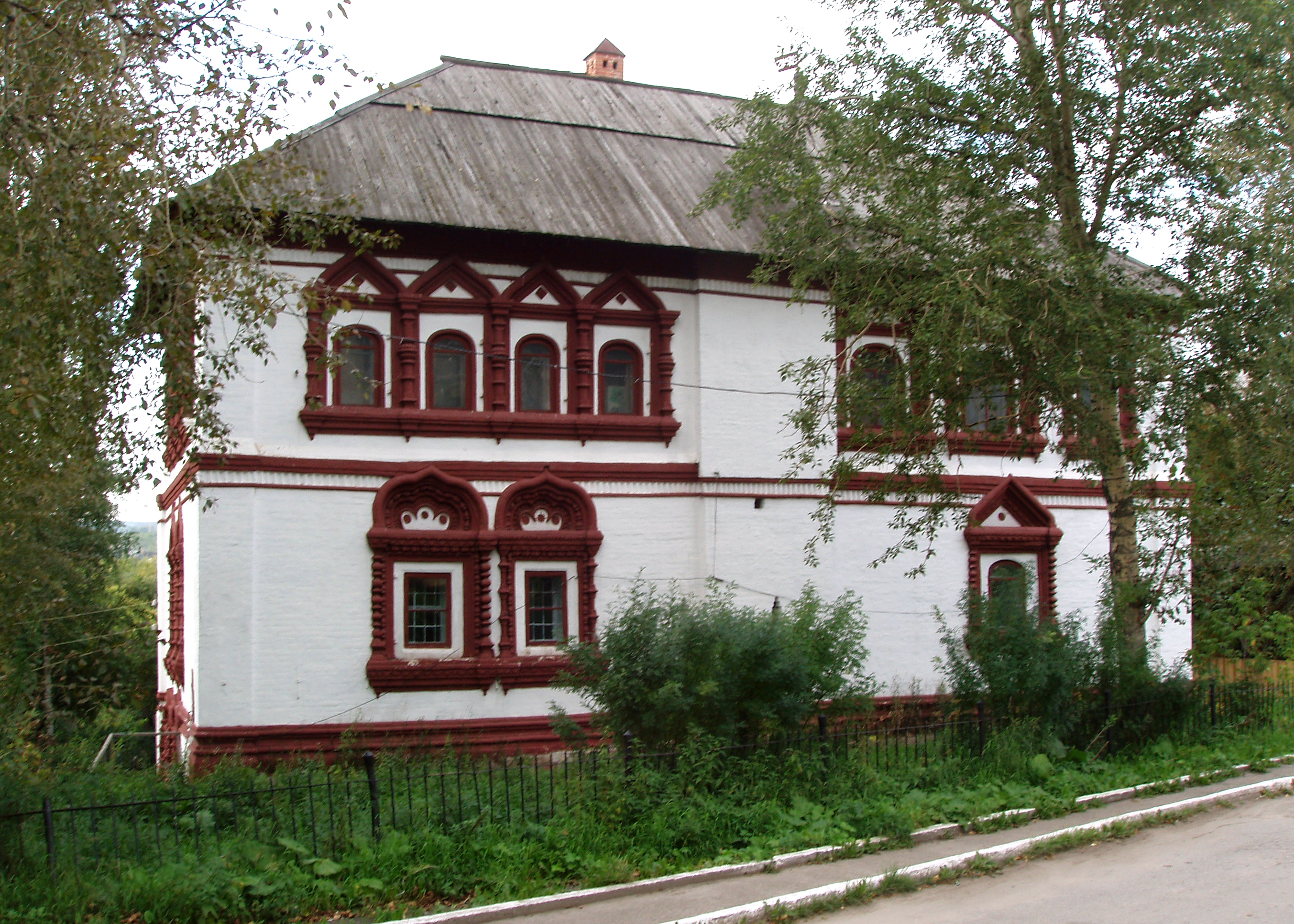
Das Woiwodenhaus in Solikamsk

Erstmals erwähnt wurde Solikamsk im Jahre 1430 und im Zusammenhang mit der Entdeckung der riesigen Salzvorkommen zunächst als Usolje-na-Kamskom benannt. Dieser Ort wurde an einer den Komi-Permjaken heiligen Stätte und in der Nähe eines ihrer Dörfer gegründet. Die günstige geographische Lage und reiche Salzvorkommen zogen schnell viele Handelsleute an. 1573 erhielt Ussolje die Stadtrechte und entwickelte sich während des 17. Jahrhunderts (als es auch seinen neuen Namen erhielt) zur Salzhauptstadt Russlands und zum alleinigen Zentrum der Kama-Region. Ab 1598 war die Stadt, die mehr als die Hälfte der Gesamtsalzausbeute Russlands erwirtschaftete, außerdem ein wichtiger Knotenpunkt auf dem Weg nach Sibirien, da hier die Babinow-Straße verlief, die zum einzigen offiziellen Weg über den Ural erklärt wurde.
Eine neue Phase der Entwicklung begann nach der Oktoberrevolution, als man 1925 das weltgrößte Kalisalz- und Magnesiumsalzvorkommen entdeckte. 1927 begannen die Bauarbeiten am ersten Kaliumkombinat der Sowjetunion. Nach der Eröffnung des Kalisalz-Kombinates im Jahre 1928 folgten 1938 ein Magnesium-Kombinat und 1941 eine große Papiermühle. In der zweiten Hälfte des Jahrhunderts sprengte das neu entstandene Industriezentrum seine Grenzen, zunächst 1959, als die Stadt Borowsk (nicht zu verwechseln mit der gleichnamigen Stadt in Zentralrussland) eingemeindet wurde und in den 1980er Jahren, als sich die neuen Wohngebiete auch auf das Tal der Klestowka ausdehnten.
In der eingemeindeten Stadt Borowsk bestand das Kriegsgefangenenlager 366 für deutsche Kriegsgefangene des Zweiten Weltkriegs.
Bei einem Brand im Kaliwerk Solikamsk 3 kamen am 23. Dezember 2018 in rund 340 Metern Teufe 9 Bergleute ums Leben. 8 weitere Bergleute konnten gerettet werden.

## Bevölkerungsentwicklung
| Jahr | Einwohner | Bemerkung                                                                 |
| ---- | --------- | ------------------------------------------------------------------------- |
| 1897 | 4.073     |                                                                           |
| 1939 | 33.722    | sowie 4.349 Einwohner in der Arbeitersiedlung Borowsk (1959 eingemeindet) |
| 1959 | 82.874    |                                                                           |
| 1970 | 88.595    |                                                                           |
| 1979 | 101.158   |                                                                           |
| 1989 | 110.098   |                                                                           |
| 2002 | 102.531   |                                                                           |
| 2010 | 97.384    |                                                                           |

Anmerkung: Volkszählungsdaten

## Wirtschaft
Solikamsk ist Firmensitz von Uralkali. Größter Anteilseigner von Uralkali ist der russische Finanzinvestor Suleiman Kerimow.

## Bevölkerung
Seit dem politischen Umbruch im Jahre 1991 sinkt die Bevölkerungszahl von Solikamsk wie auch vielerorts in Russland. Kinder bis 15 Jahre stellen 25,6 % der Bevölkerung, Menschen im Rentneralter 14,8 %, Arbeitsfähige 59,6 %. 89 % der Stadtbevölkerung sind Russen, Ukrainer 1,9 %, Tataren 1,4 %.

## Söhne und Töchter der Stadt
- Grigori Akinfijewitsch Demidow (1715–1761), Unternehmer
- Witali Grossmann (1963–2005), Eishockeyspieler
- Stepan Sannikow (* 1990), Eishockeyspieler
- Jekaterina Schumilowa (* 1986), Biathletin
- Irina Uslugina (* 1988), Biathletin
- Der am 14. Juni 1941 aus Ikšķile nach Solikamsk deportierte lettische Journalist Richards Bērziņš (geb. 26. Dezember 1888; Schriftsteller-Pseudonym: Rihards bzw. Richards Valdess, Roman „Teerjacken“, übersetzt von Oskar Grosberg) fand hier am 20. Februar 1942 mit 53 Jahren den Tod.